# Трифонов, Андрей Фёдорович
Андрей Фёдорович Трифонов (род. 1 мая 1965, Дебальцево, Донецкая область, УССР, СССР) — российский политический деятель, член партии «Единая Россия», генеральный директор АО «ТЯЖМАШ». Депутат Государственной думы VIII созыва с 2021 года.

## Биография
Андрей Трифонов родился в 1965 году в городе Дебальцево (Донецкая область, УССР). В 1987 году он окончил Сельскохозяйственную академию имени К. А. Тимирязева, в 1989 — Всесоюзный сельскохозяйственный институт заочного образования. Работал главным экономистом совхоза «Янтарный» в Мартыновском районе Ростовской области (1987—1992), директором малого государственного предприятия «Контакт» в Ростовской области (1992—2000), коммерческим директором, заместителем генерального директора ФГУП «Металлургкомплектоборудование» (Москва, 2000—2002), заместителем генерального директора компании «Промэнергокомплект» (2003—2005). В 2005—2021 годах был директором по специальному оборудованию, коммерческий директор, первый заместитель генерального директора, генеральный директор машиностроительного предприятия ОАО «Тяжмаш» (Сызрань, Самарская область).
С 2021 года Трифонов заседает в Государственной думе VIII созыва от партии «Единая Россия» как депутат от Жигулёвского одномандатного избирательного округа № 161 (Самарская область). Он является почётным гражданином Сызрани с 2017 года.
Из-за поддержки российской агрессии и нарушения территориальной целостности Украины во время российско-украинской войны Трифонов находится под персональными санкциями всех стран Европейского союза, Великобритании, Соединенных Штатов Америки, Канады, Швейцарии, Австралии, Японии, Украины, Новой Зеландии.

## Личная жизнь
Нет информации. 